# АГ-043
АГ-043 — опытный советский малогабаритный автомат под патрон 5,45 х 39, разработан под руководством С. Г. Симонова в 1975 году. Опытный вариант АГ-043 с металлическим сдвижным плечевым упором весил 2,1 кг без патронов, чем превосходил многие пистолеты-пулемёты того времени. Боепитание осуществлялось магазинами на 30 патрон от автомата АК-74.
Главной особенностью АГ-043 являлась компактность. Полностью сложенный приклад уменьшал длину с 680 до 420 мм.
Участвовал в конкурсе на компактный автомат, в котором победил АКС-74У.